# Baetodes arizonensis
Baetodes arizonensis är en dagsländeart som beskrevs av Jurij Ivanovich Koss 1972. Baetodes arizonensis ingår i släktet Baetodes och familjen ådagsländor. Inga underarter finns listade i Catalogue of Life.